# Лішко Поліна Валеріївна
Поліна Валеріївна Лішко (нар. 13 червня 1974, м. Київ, Україна) — американська науковиця. Доктор філософії (2000).
6 жовтня 2020 року названа стипендіаткою фундації Джона Д. та Кетрін Т. Мак-Артурів з формулюванням за «вивчення клітинних процесів, що керують заплідненням ссавців, та відкриття нових шляхів контрацепції та лікування безпліддя», ця нагорода відома як «Грант для геніїв».

## Життєпис
Поліна Лішко народилася 13 червня 1974 року в Києві, нині Україна.
Закінчила Інститут фізіології імені О. Богомольця, постдокторантуру Гарвардської медичної школи та університету, Каліфорнійський університет в Берклі.
Працювала викладачкою Каліфорнійського університету у Сан-Франциско (2006—2011).
Доцентка, професорка кафедри молекулярної та клітинної біології Каліфорнійського університету в Берклі. Вивчає клітинні механізми, які роблять можливим запліднення.

## Родина
Одружена. Чоловік — Юрій Кірічок. Працює викладачем у Каліфорнійському університеті в Сан-Франциско, вивчає мітохондрію — частину клітини, яка виробляє енергію.

## Відзнаки та нагороди
- Стипендіатка Слоуна[2]
- Премія Маргарет Оуклі Дейхофф з біофізики[2]